# Marc Mir i Capella
Marc Mir i Capella (Barcelona, 7 de març de 1851 - Sant Sadurní d'Anoia, 29 de desembre de 1903), fou un polític i propietari agrícola del Penedès.

## Biografia
Marc Mir va néixer a la Rambla de Barcelona, fill de Jaume Mir i Molins, de Sant Sadurní d'Anoia, i de la seva esposa, Anna Cristina Capella i Sabardell, de Barcelona.
Va estudiar a Barcelona i a la Granja-escola de Fontinell (Alt Empordà), on es graduà de perit agrònom. Marc Mir era, després del Marquès de Monistrol, el propietari agrícola més important del terme de Sant Sadurní d'Anoia. Era l'hereu de can Guineu, la casa pairal més emblemàtica de Sant Sadurní d'Anoia, i va encapçalar un gran moviment ciutadà per a fer front a la fil·loxera i a les seves conseqüències quan a les acaballes del segle xix aquesta plaga va arruïnar la viticultura penedesenca, catalana i espanyola. Estudià la fil·loxera a França i va ser l'amfitrió, a Can Guineu, del grup de viticultors, anomenats irònicament els Set Savis de Grècia, que van tenir un paper molt rellevant en la lluita contra la fil·loxera. Les reunions per decidir com havien d'actuar davant la fil·loxera es feien a la fresca galeria durant l'estiu; i a l'hivern, a la cuina de Cal Guineu. En un primer moment, "Els set savis de Grècia" es van mostrar contraris al canvi de vinyes, i van discutir al voltant de si buscaven o no un cultiu intensiu alternatiu, d'ametllers o tabac. Finalment van defensar la idea de parar el tractament insecticida i plantar noves vinyes de procedència americana. Aquelles vinyes que van importar van donar al Penedès l'aspecte que ara té. Les primeres es van plantar a les propietats de Marc Mir i Capella, a la plana de Can Guineu.
Fundà amb altres viticultors "Resumen de Agricultura", revista que dirigí. Col·laborà, a més, a "La Protección Nacional" i, amb escrits de caràcter literari, a "La Renaixença" i "La Comarca del Noya". Intervingué en l'organització del Primer Congrés Vitícola, que se celebrà a Sant Sadurní (el 19 de maig de 1898) al celler de Can Guineu, i participà en els successius, celebrats a diferents ciutats catalanes.

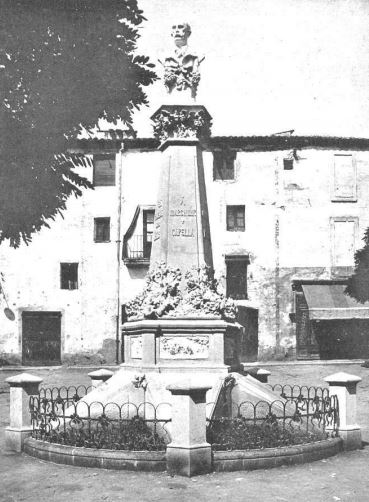
Desaparegut monument a Marc Mir, a Sant Sadurní d'Anoia

Va ser alcalde de Sant Sadurní entre el 1881 i el 1883 i diputat provincial del Partit Conservador durant 13 anys (1890-1903). El 1898 va presidir el Congrés Vitícola celebrat en un celler de la seva propietat, a Sant Sadurní d'Anoia. Va morir en aquesta població el 29 de desembre de 1903.
L'1 de juny de 1905 es va inaugurar a la Plaça de l'Ajuntament un monument a la memòria de Marc Mir, obra de Miquel Madorell i Rius, en reconeixement de la seva participació en la lluita contra la fil·loxera. Aquest monument va ser enderrocat el juliol de 1936, en esclatar la Guerra. L'any 2003, amb ocasió del centenari de la mort de Marc Mir i Capella, es va descobrir a la façana de Can Guineu (Sant Sadurní d'Anoia), una placa commemorativa de l'acte en què es reprodueix el text que hi havia a l'esmentat monument: "Els pagesos a son mestre. Els ciutadans a son patrici. Commemoració del centenari de la mort de Marc Mir i Capella de Can Guineu (1851–1903). Pioner en la lluita contra la fil·loxera".